# 骆继宾
骆继宾（1932年3月7日—2018年12月24日），江苏句容人，毕业于南京大学气象系，中国政治人物、高级工程师，1956年8月加入中国共产党，曾任中国气象局副局长、中央气象台业务负责人、世界气象组织秘书处气候办公室主任等职。